# 石垣努
石垣 努 (いしがき つとむ)は、秋田県出身の日本のアニメーション美術監督。石垣プロダクション代表取締役。

## 参加作品
- ルパン三世 カリオストロの城 (1979年、背景)
- ムーの白鯨 (1980年、美術監督)
- 太陽の使者 鉄人28号 (1980年、美術監督・美術設定)
- 六神合体ゴッドマーズ (1981年、美術監督)
- スペースコブラ (1982年、美術監督)20話-
- ルパン三世 PARTIII (1984年、美術監督)
- ルパン三世 バビロンの黄金伝説 (1985年、美術)
- 機動警察パトレイバー (1988年、美術)7話
- CAROL (1990年、美術監督)
- 力王 RIKI-OH VIOLENCE2 滅びの子 (1990年、美術監督)
- カプリコン (1991年、美術監督)
- 銀河英雄伝説 黄金の翼 (1992年、美術監督)
- イース 天空の神殿 -アドル・クリスティンの冒険- (1992年、美術監督)2話-
- ルパン三世 ルパン暗殺指令 (1993年、美術監督)
- プラスチックリトル (1994年、美術監督)
- 魔法騎士レイアース (1994年、美術監督)
- EAT-MAN (1997年、美術監督・美術設定)
- EAT-MAN'98 (1998年、美術監督)
- め組の大吾 火事場のバカヤロー (1999年、美術監督)
- 犬夜叉 時代を越える想い (2001年、美術監督)
- 犬夜叉 鏡の中の夢幻城 (2002年、美術監督)
- 犬夜叉 天下覇道の剣 (2003年、美術監督)
- 犬夜叉 紅蓮の蓬莱島 (2004年、美術監督)
- 妖逆門 (2006年、美術監督)
- それいけ!アンパンマン 妖精リンリンのひみつ (2008年、美術、小山田有希と共同)
- それいけ!アンパンマン だだんだんとふたごの星 (2009年、美術、小山田有希と共同)
- それいけ!アンパンマン ブラックノーズと魔法の歌 (2010年、美術監督、小山田有希と共同)
- あの日見た花の名前を僕達はまだ知らない。 (2011年、アートアドバイザー)
- それいけ!アンパンマン すくえ! ココリンと奇跡の星 (2011年、美術監督、光山博行、小山田有希と共同)
- それいけ!アンパンマン よみがえれ バナナ島 (2012年、美術監督、光山博行と共同)
- それいけ!アンパンマン とばせ! 希望のハンカチ (2013年、美術監督、小山田有希と共同)
- 劇場版 あの日見た花の名前を僕達はまだ知らない。 (2013年、アートディレクター)
- ルパン三世VS名探偵コナン THE MOVIE (2013年、美術監修)
- それいけ!アンパンマン りんごぼうやとみんなの願い (2014年、美術監修)
- 名探偵コナン から紅の恋歌 (2017年、美術監督、福島孝喜、佐藤勝と共同)
- 名探偵コナン ゼロの執行人 (2018年、美術監督、福島孝喜、佐藤勝と共同)
- 名探偵コナン 紺青の拳 (2019年、美術監修)
- 名探偵コナン 緋色の弾丸 (2021年、美術監修)
- 名探偵コナン ハロウィンの花嫁 (2022年、美術監修)
- 名探偵コナン 黒鉄の魚影 (2023年、美術監修、佐藤勝と共同)
- 名探偵コナン 100万ドルの五稜星 (2024年、美術監修、佐藤勝と共同)